# Hans Lukaschek
Hans Lukaschek (ur. 22 maja 1885 we Wrocławiu, zm. 26 stycznia 1960 we Fryburgu Bryzgowijskim) – niemiecki urzędnik państwowy, działacz polityczny, doktor nauk prawnych.
Pochodził z inteligenckiej rodziny, ukończył gimnazjum we Wrocławiu oraz studia prawnicze we Wrocławiu i Berlinie, uzyskując tytuł doktora. W latach 1912–1933 był członkiem Niemieckiej Partii Centrum. Do 1916 roku pracował w ministerstwie sprawiedliwości, a 10 maja 1916 roku został burmistrzem Rybnika. Na stanowisku tym pozostał do roku 1918. 9 listopada 1918 roku mianowano go tymczasowym landratem powiatu rybnickiego, zaś 3 lutego 1919 roku oficjalnie objął tę funkcję, którą piastował do 25 marca 1920 roku. W latach 1918–1922 był jednym z kierowników niemieckiego frontu propagandowego we Wrocławiu i na Górnym Śląsku, a w latach 1919–1920 również ekspertem w niemieckiej delegacji na konferencję pokojową w Paryżu. Był także współtwórcą niemieckiego Wolnego Stowarzyszenia dla Obrony Górnego Śląska (Freie Vereinigung zum Schutze Oberschlesiens) i Związku Wiernych Ojczyźnie Górnoślązaków (Verband Heimattreuer Oberschlesier) oraz przywódcą Wydziału Międzyfrakcyjnego (Interfraktioneller Ausschuss), a następnie Wydziału Śląskiego (Schlesischer Ausschuss). Współpracował z Niemieckim Komisariatem Plebiscytowym (Plebiszitkomissariat für Deutschland).
Od 1922 roku był przedstawicielem Niemiec w Górnośląskiej Komisji Mieszanej. W 1927 roku został jednak usunięty z województwa śląskiego za szpiegostwo polityczne. 17 marca tego samego roku objął urząd Nadburmistrza Zabrza, który pełnił do 4 kwietnia 1929 roku. W tym samym roku został nadprezydentem prowincji górnośląskiej. Równolegle do tej funkcji pełnił także rolę prezydenta rejencji opolskiej. W maju 1933 roku został zmuszony do rezygnacji i przeszedł w stan spoczynku.
W latach 1935–1944 pracował jako adwokat we Wrocławiu. Dzięki znajomości z Helmutem Jamesem von Moltke dołączył do Kręgu z Krzyżowej (Kreisauer Kreis). Po zamachu na Hitlera został aresztowany przez gestapo i umieszczony w obozie w Ravensbrück, skąd został zwolniony 22 kwietnia 1945 roku.
Po II wojnie światowej przebywał w Turyngii, gdzie współtworzył CDU. W latach 1945–1946 był wicepremierem ds. rolnictwa i leśnictwa w rządzie krajowym Turyngii. W roku 1946 ponownie został aresztowany, tym razem przez radzieckie władze okupacyjne za działalność rewizjonistyczną. W 1948 roku został wiceprezesem Trybunału Najwyższego Trizonii w Kolonii. W latach 1949–1953 był ministrem do spraw wypędzonych w pierwszym rządzie Konrada Adenauera.